# Convista Consulting
Die Convista Consulting AG (Eigenschreibweise: ConVista Consulting) ist ein IT-Dienstleistungs- und Beratungsunternehmen mit Hauptsitz in Köln, Deutschland. Der Fokus liegt auf der Unterstützung bei Transformationsprojekten, der Digitalisierung von Geschäftsprozessen und der Implementierung von SAP-Lösungen.

## Geschichte
Convista Consulting wurde 1999 in Köln als Beratungshaus für Transformation gegründet. 2012 fusionierte die Convista mit dem IT-Dienstleistungsunternehmen Faktor Zehn aus München. 2023 bündelte die Convista gemeinsam mit Axxiome Health und enowa ihre Kompetenzen unter einer gemeinsamen Marke.